# Sjewero-Hundoriwskyj
Sjewero-Hundoriwskyj (ukrainisch Сєверо-Гундорівський; russisch Северо-Гундоровский/Sewero-Gundorowski) ist eine Siedlung städtischen Typs im Osten der ukrainischen Oblast Luhansk mit etwa 1100 Einwohnern.
Der Ort gehört administrativ zur Stadtgemeinde der 14 Kilometer südöstlich liegenden Stadt Krasnodon und ist hier der Siedlungsratsgemeinde Sjewernyj zugeordnet (4 Kilometer südöstlich gelegen), die Oblasthauptstadt Luhansk befindet sich 44 Kilometer westlich des Ortes, der Siwerskyj Donez verläuft als Grenzfluss zu Russland nordöstlich des Ortes.
Sjewero-Hundoriwskyj wurde nach dem Zweiten Weltkrieg als Bergarbeitersiedlung gegründet und 1959 zur Siedlung städtischen Typs erhoben. Seit Sommer 2014 ist der Ort im Verlauf des Ukrainekrieges durch Separatisten der Volksrepublik Lugansk besetzt.